# アダルト♂スクール
『アダルト♂スクール』（Old School）は、2003年のアメリカ映画。トッド・フィリップス監督によるコメディ映画である。
日本ではビデオスルーとなった。

## ストーリー
法務関係の仕事をしているミッチは、婚約者ハイディの乱交パーティをきっかけに離別。新しく借りた家はカレッジの敷地内にあるので、悪友たちがそこを「社交クラブ」というクラブ名目で利用することを画策する。実情はバカパーティで、対立する学部長のプリチャードは難癖をつけてクラブを潰そうとするが、メンバーは試練に耐えて頑張り、学部長の陰謀を潰す。

## キャスト
※括弧内は日本語吹替
- ミッチ・マーティン - ルーク・ウィルソン（横堀悦夫）
- フランク・リカード - ウィル・フェレル（遠藤純一）
- バーナード・“ビーニー”・キャンベル - ヴィンス・ヴォーン（落合弘治）
- ゴードン・“チーズ”・プリチャード学部長 - ジェレミー・ピヴェン（井上和彦）
- ニコール - エレン・ポンピオ（佐々木優子）
- ハイディ - ジュリエット・ルイス（小林優子）
- マリッサ・ジョーンズ - ペリー・リーヴス（林佳代子）
- ララ・キャンベル - リー・レミニ（沢海陽子）
- ダーシー・ゴールドバーグ - エリシャ・カスバート（園崎未恵）
- マーク - クレイグ・キルボーン（家中宏）
- ブルー - パトリック・クランショウ（西川幾雄）
- スパニッシュ - リック・ゴンザレス（桐本琢也）
- ウェンシー - ジェロッド・ミクソン（桜井敏治）
- ウォルシュ - マット・ウォルシュ（星野充昭）
- ブーカー - アーティ・ラング
- マイケル - パトリック・フィッシュラー
- メーガン・ファン - サラ・タナカ
- ペッパーズ - ショーン・ウィリアム・スコット
- スヌープ・ドッグ
- バリー - アンディ・ディック（クレジットなし）（飛田展男）
- ゴールドバーグ氏 - テリー・オクィン（クレジットなし）

## 評価
北米2689館で公開され、初週末3日間で約1745万ドルを稼ぎ、2週目の『デアデビル』に次いで初登場2位となった。

### 受賞・ノミネート
| 賞・映画祭            | 部門           | 候補者                                                 | 結果       |
| --------------------- | -------------- | ------------------------------------------------------ | ---------- |
| MTVムービー・アワード | チーム賞       | ルーク・ウィルソン ウィル・フェレル ヴィンス・ヴォーン | ノミネート |
| MTVムービー・アワード | コメディ演技賞 | ウィル・フェレル                                       | ノミネート |